# 616690 Liaoxi
616690 Liaoxi este o planetă minoră (asteroid) din centura de asteroizi. A fost descoperită pe 31 decembrie 2016 la  de . 
Obiectul prezintă o orbită caracterizată de o semiaxă mare de 2,8779864006566 UAi, o excentricitate de 0,10841818702391, o înclinație de 5,7652718006936 ° în raport cu ecliptica.